# Заксенбрунн
Заксенбрунн (нем. Sachsenbrunn) — община в Германии, в земле Тюрингия. 
Входит в состав района Хильдбургхаузен.  Население составляет 2122 человека (на 31 декабря 2010 года). Занимает площадь 33,85 км².
Община подразделяется на 7 сельских округов.